# Grallipeza placida
Grallipeza placida är en tvåvingeart som beskrevs av Friedrich Hermann Loew 1866. Grallipeza placida ingår i släktet Grallipeza och familjen skridflugor.
Artens utbredningsområde är Kuba. Inga underarter finns listade i Catalogue of Life.